# Limes
Se conoce como limes (singular, en latín; plural: limites) cada uno de los límites fronterizos del imperio romano (el término limes significa «límite», «frontera», en latín). En Europa se ubicaba a lo largo de los ríos Rin y Danubio, para aprovechar el cauce de estos caudalosos ríos como fronteras naturales. Para completar esta frontera natural, los romanos construyeron grandes murallas fronterizas que se levantaron a partir de finales del siglo I en aquellas zonas que no se podían defender eficazmente de las cada vez más frecuentes invasiones bárbaras, aunque las defensas más importantes y más estructuradas son del siglo II. Cada cierta distancia, se unía una torre o cualquier otra fortificación a la muralla. Los limites solían atraer a los comerciantes, y las familias de los soldados se instalaban también en las cercanías, por lo que a la larga se convirtieron en núcleos de población romana (a pesar de estar expuestos a las incursiones extranjeras) y en centros de intercambio comercial y cultural entre latinos y bárbaros.
Las Fronteras del Imperio romano fueron declaradas como Patrimonio de la Humanidad por la Unesco, y específicamente el Muro de Adriano en 1987 y el Limes de la Alta Germania-Retia y Muro de Antonino en 2005 y 2008, respectivamente. Es uno de los sitios transfronterizos que existen en el mundo.
Originalmente, la palabra limes designaba en latín a cualquier camino vigilado por patrullas fronterizas. Por ello, la palabra se usa para nombrar tanto auténticas murallas de piedra (provincia de Britania) como cadenas de fuertes de madera o piedra a cierta distancia unos de otros. Este último modelo era el imperante en la vasta y peligrosa frontera con Germania libera, en aquellos lugares donde no se podían emplear los grandes ríos como frontera. Con el tiempo, los propios romanos llegaron a contratar a las tribus germánicas como soldados para resguardar el limes.
Los principales limites fortificados durante el Imperio fueron los siguientes:

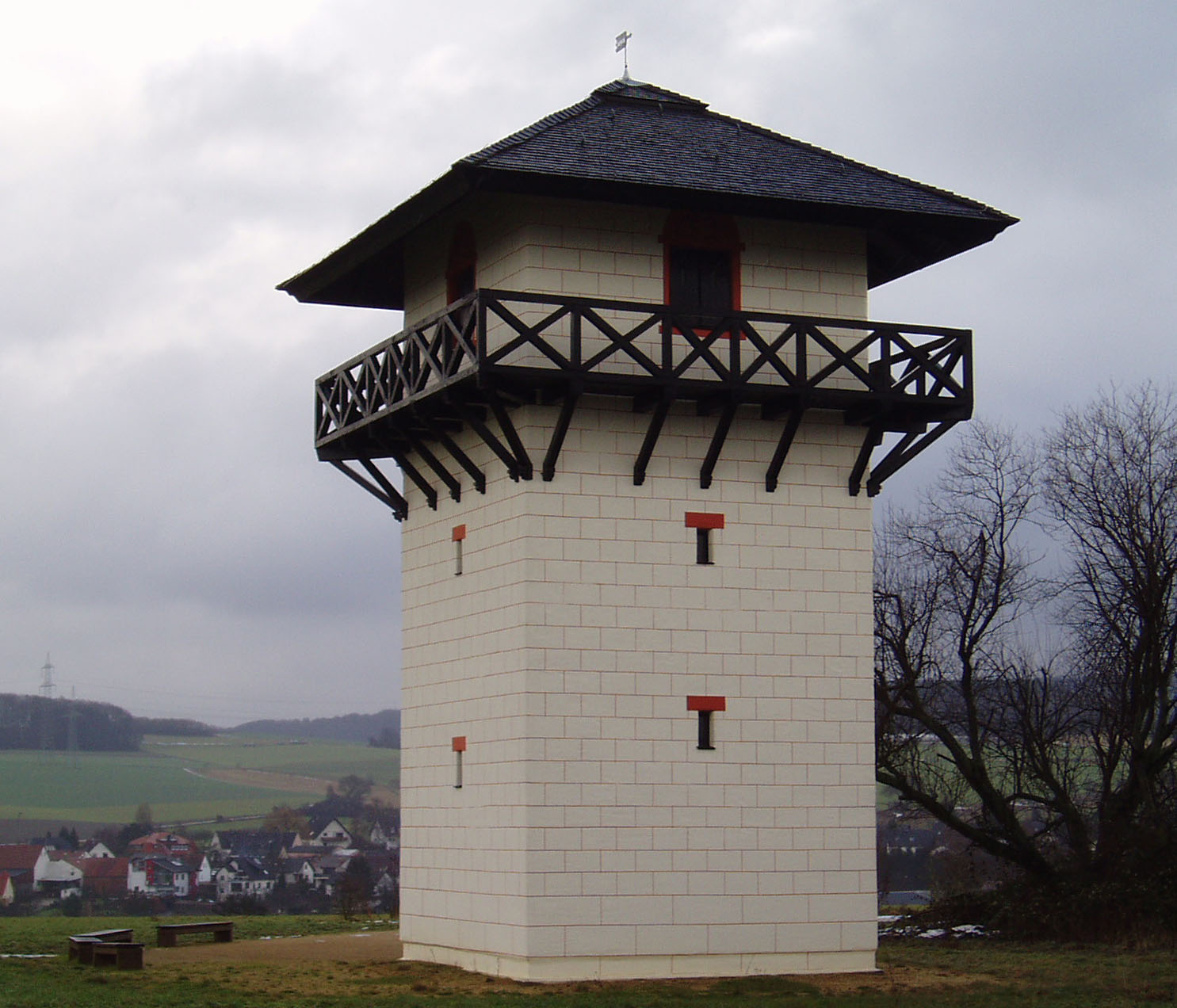
Reconstrucción de una torre de vigilancia romana en el Limes Germanicus (Alemania).

- Muro de Adriano y Muro de Antonino en Britania.
- Limes Germanicus, en las provincias de Germania Inferior y Germania Superior, siguiendo el curso del río Rin hasta las estribaciones de los Alpes. El Castillo de Saalberg (montaña de sal), al norte de Fráncfort, formaba parte del limes romano en una especie de provincia romana que penetraba hacia el este del Rin, con el fin de obtener sal en unos yacimientos cercanos del macizo del Taunus, en el Estado federado de Hesse. Varios castillos construidos por los romanos en esta zona aprovechan esta especie de cordillera o más bien, macizo, para penetrar hacia el este allende el Rin.
- Limes Alutanus, en algunos tramos al norte del Danubio a su paso por Dacia y Panonia, que eran provincias del Imperio romano.
- Limes Transalutanus, la frontera en el bajo Danubio.
- Limes Moesiae, la frontera al este de Rumanía y Moldavia.
- Limes Tripolitanus, separando el África romana de los territorios controlados por tribus bereberes en el Sáhara y la cordillera del Atlas.
- Limes Arabicus, separando el territorio romano del desierto de Arabia, consistente en una cadena de fuertes construidos en los puntos de aguada, comunicado por una densa red de vías, para defender de las incursiones de los nómadas del desierto y proteger la llegada de las caravanas.
- Limes oriental: apoyado en el curso del Éufrates, separando las provincias Siria y Capadocia del Imperio parto y, más tarde, del Imperio sasánida, formado por una cadena de ciudades y puestos fortificados controlando los puntos de aguada y los vados del río, con las fortalezas legionarias a retaguardia, a unos tres a cinco días de marcha.
- Fossatum Africae, en el norte de África.